# Tuvalu op de Olympische Zomerspelen 2020
Tuvalu nam deel aan de Olympische Zomerspelen 2020 in Tokio, Japan.

## Atleten
| sport    | mannen | vrouwen | totaal |
| -------- | ------ | ------- | ------ |
| Atletiek | 1      | 1       | 2      |
| totaal   | 1      | 1       | 2      |

## Sporten

### Atletiek
Tuvalu ontving een universaliteitsslot (een quotum dat landen toestaat atleten te sturen als niemand zich voor het evenement heeft gekwalificeerd) van het Internationaal Olympisch Comité om twee atleten in de atletiek - een mannelijke en een vrouwelijke - naar de Olympische Spelen te sturen. Het land koos ervoor om de 22-jarige Karalo Maibuca en de 18-jarige Matie Stanley te sturen, die beiden deelnamen aan hun eerste Olympische Spelen
Mannen
Loopnummers
| atleet         | onderdeel | series   | series | kwartfinale    | kwartfinale    | halve finale   | halve finale   | finale         | finale         |
| atleet         | onderdeel | tijd     | rang   | tijd           | rang           | tijd           | rang           | tijd           | rang           |
| -------------- | --------- | -------- | ------ | -------------- | -------------- | -------------- | -------------- | -------------- | -------------- |
| Karalo Maibuca | 100 m     | 11,42 NR | 9      | niet geplaatst | niet geplaatst | niet geplaatst | niet geplaatst | niet geplaatst | niet geplaatst |

Vrouwen
Loopnummers
| atlete        | onderdeel | series | series | kwartfinale    | kwartfinale    | halve finale   | halve finale   | finale         | finale         |
| atlete        | onderdeel | tijd   | rang   | tijd           | rang           | tijd           | rang           | tijd           | rang           |
| ------------- | --------- | ------ | ------ | -------------- | -------------- | -------------- | -------------- | -------------- | -------------- |
| Matie Stanley | 100 m     | 14,52  | 8      | niet geplaatst | niet geplaatst | niet geplaatst | niet geplaatst | niet geplaatst | niet geplaatst |